# Мельниченко, Николай Иванович
Николай Иванович Мельниченко (род. 18 октября 1966, Васильков, УССР, СССР) — сотрудник Управления государственной охраны Украины, майор.
В 2000 году, обнародовав аудиоплёнку якобы им тайно записанную в кабинете тогдашнего Президента Украины Леонида Кучмы, стал центральным фигурантом т. н. «Кассетного скандала», и последовавших за ним «Украина без Кучмы» и Дела Гонгадзе, получивших широчайший резонанс в украинском обществе.

## Краткая биография
Родился 18 августа 1966 года в с. Западынка (ныне территория Василькова) Киевской области УССР. Из рабочих. Окончил школу, в 1984 году был призван на воинскую службу. После увольнения в запас, с третьего раза поступил в Киевское высшее инженерное радиотехническое училище ПВО. С 1992 года работал в Управлении государственной охраны. Занимал должности: офицер охраны, офицер безопасности, старший офицер безопасности, руководитель оперативно-технического подразделения отдела охраны Президента Украины.
Как утверждает Мельниченко, разочаровавшись в невыполненных публичных обещаниях Кучмы, решил покончить с коррупцией, ради борьбы с которой он пошёл служить в СБУ, по личной инициативе, в течение 1998—2000 годов тайно записывал на аудиоаппаратуру разговоры Леонида Кучмы с различными людьми в его личном кабинете, а также по телефону. Одну из кассет Мельниченко передал народному депутату Украины председателю Социалистической партии Украины Александру Морозу, который 28 ноября 2000 года воспроизвёл её с трибуны на заседании Верховной рады Украины. Аудиозапись произвела эффект разорвавшейся бомбы и взбудоражила общество. Например, в одном из фрагментов человек с голосом, похожим на голос Леонида Кучмы, отдаёт недвусмысленный приказ человеку с голосом, похожим на голос тогдашнего министра внутренних дел Украины Юрию Кравченко, ликвидировать известного на Украине оппозиционного журналиста Георгия Гонгадзе (который пропал без вести незадолго до обнародования аудиозаписей). По состоянию на 2015 год подлинность голосов на «плёнках Мельниченко» достоверно не установлена.
Сам Николай Мельниченко исчез, а 1 ноября 2000 года СБУ уволила его в запас, в одностороннем порядке разорвав контракт. Через некоторое время выяснилось, что ещё до обнародования аудиозаписей, при участии сотрудников посольства США на Украине, а также предпринимателя и публициста Владимира Цвиля, Мельниченко был тайно переправлен в США, где попросил политического убежища, которое получил в апреле 2001 года.
Находясь в США, Мельниченко активно начал свою политическую жизнь — вступил в СПУ, от которой в 2002 году на 15 месте в партийных списках хотел баллотировался в депутаты Верховной рады Украины. Однако после ряда судебных исков Верховный суд Украины отказал Мельниченко в регистрации.
В 2005 году Мельниченко обратился к Борису Березовскому за защитой и помощью в раскрытии Дела Гонгадзе. Мельниченко даже летал к нему в Лондон, однако после ряда взаимных обвинений в фальсификации этот странный тандем распался, не начавшись.
Периодически Мельниченко приезжал на Украину и активно сотрудничал с временной следственной комиссией Верховной Рады по контролю за расследованием убийства Гонгадзе — передал ей два диска с записями, участвовал в следственных экспериментах.
30 мая 2011 года возглавил политическую партию «Украинская люстрация».
С 23 сентября 2011 года Мельниченко находится в международном розыске по обвинению в разглашении государственной тайны, подделке документов и превышении служебных полномочий. 10 ноября 2011 года судья Шевченковского районного суда Киева Андрей Трубников удовлетворил представление старшего следователя СБУ Сергея Сизикова об избрании Николаю Мельниченко меры пресечения в виде содержания под стражей. 3 августа 2012 года задержан правоохранительными органами Италии на основании ордера Интерпола.
Приехав на Украину 24 октября 2012 года, Мельниченко был задержан СБУ.

«Считаю, что процессы деградации и деформации общественной жизни в Украине настолько очевидны и трагичны, что на их фоне даже эпоха Кучмы, с убийством Георгия Гонгадзе, рождением новоукраинской олигархии, выглядит менее трагично по сравнению с сегодняшней реальностью»— Николай Мельниченко, заявление от 21 апреля 2012 года
В 2015 году Мельниченко из США заявил о наличии у него компромата в рамках «кассетного скандала» на Президента Порошенко и своём преследовании в связи с этим.